# دائرة واسيف
دائرة واسيف إحدى دوائر ولاية تيزي وزو الجزائرية. 
مقرها واسيف. 
تبلغ مساحتها 74.9875 كم² يقطنها 27708 نسمة (أي بكثافة سكانية تقدر بـ 370 نسمة /كم²). 
وتضم كل من بلديات :
- واسيف
- أيت بومهدي
- أيت تودرت

## مواضيع ذات صلة
- دوائر ولاية تيزي وزو
- بلديات ولاية تيزي وزو